# Rebeka Masarova
Rebeka Masarova (en eslovaco: Rebeka Masárová; Basilea, 6 de agosto de 1999) es una tenista suiza, de padre eslovaco y madre española. Ha sido una de las mejores jugadoras en categoría júnior, llegando a ser la número 2 mundial en junio de 2016. Su mayor título en esta categoría fue el de Roland Garros, conseguido en 2016. En 2017 llegó a la final del Open de Australia junior. Como profesional, su mejor ranking en individuales es el 66 el 3 de julio de 2023. Ha ganado un total de 6 títulos individuales y 7 de dobles de la categoría ITF. Entre 2018 y 2024 compitió bajo la bandera de España.

## Carrera profesional
Su madre Mariví es española, y es también su entrenadora. Su padre es eslovaco. Afincada en Barcelona a partir de los diez años y poseedora de tres nacionalidades —española, eslovaca y suiza—, Masarova decidió competir por España a partir de enero de 2018. El 24 de diciembre de 2024 anunció que volvía a representar a Suiza.

### 2016
Su debut en la WTA fue en el Ladies Championship Gstaad 2016 donde recibió una wildcard y se enfrentó a la antigua número 1 del mundo y cabeza de serie número 2 del torneo, Jelena Janković, derrotándola en tres sets, ganando a su vez su primer partido en la WTA. En dicho torneo llegó a semifinales perdiendo con su compatriota y ganadora del título Viktorija Golubic en dos sets.

### 2017
En 2017 también se hizo con su primer título profesional en Dijon, dotado con 15 000 dólares en premios. Su mejor ranking hasta 2018 fue el 284, conseguido en julio de 2017

### 2018
En enero de 2018 sufre una lesión en la rodilla que le obliga a pasar por quirófano. Tras una larga fase de recuperación, regresó al circuito en septiembre, logrando su primer título profesional ITF.

### 2019
Ya en 2019, Rebeka empezó la temporada logrando sumar títulos tanto en individuales como en dobles en los W15 de Manacor. En junio, sumaría su mejor título hasta la fecha en Toruń, Polonia, sumando un W60 de dobles junto a la eslovaca Rebecca Šramková.
Fue a principios de 2023 donde consiguió su primera final WTA, además procediendo desde la fase previa, fue en el ASB Classic 2023 disputado en Auckland, Nueva Zelanda ante Coco Gauff. El resultado fue final fue de 1-6 1-6 a favor de la jugadora americana. El resultado le permitió acceder al top-100 por primera vez en su carrera.

### 2023
Pierde en cuartos de final del  Torneo de Auckland contra Karolína Muchová 6-7, 6-7. En el Abierto de Australia gana el primer partido clasificatorio pero pierde el segundo 1-6, 6-3, 6-3 contra la italiana Lucrezia Stefanini. 
Pierde en primera ronda del cuadro principal del Abierto de Lyon contra Jasmine Paolini. Hace octavos de final del Torneo de Linz. 
Se clasifica para el Torneo de Dubai y pierde el primer partido contra Aliaksandra Sasnóvich. Tampoco pasa de la primera ronda del Masters de Indian Wells perdiendo 6-4, 4-6, 4-6 contra Peyton Stearns, mientras que para el Masters de Miami no consigue clasificarse. 
Es finalista del ITF Portugal 04A perdiendo 6-2, 6-2 en el último partido contra Danka Kovinić.
En el Mutua Madrid Open gana el primer partido 6-3, 5-7, 6-4 ante Cristina Bucșa y el siguiente 1-6, 6-7 ante Donna Vekić. Pierde en la siguiente ronda 6-3, 3-6, 3-6 contra la griega María Sákkari.
No se clasifica para el Masters de Roma. Pierde en primera ronda del Roland Garros 6-3, 1-6, 2-6 frente a Coco Gauff.
Es semifinalista a nivel individual del WTA 125 La Bisbal D`Empordà y finalista de dobles junto a Aliona Bolsova.
Alcanza los cuartos de final del Torneo de Bad Homburg teniendo que retirarse ante la estadounidense Emma Navarro cuando el marcador estaba 7-6, 1-1 a favor de la espoñala. En las rondas anteriores gana 3-6, 2-6 ante Aliaksandra Sasnóvich y 3-6 2-6 ante Bianca Andreescu.
Pierde en segunda ronda el Wimbledon ante Elisabetta Cocciaretto 6-3, 6-1. No se clasifica para el Masters de Cincinnati. 
Alcanza los cuartos de final de Challenger de Chicago. Pierde en segunda ronda del Abierto de Estados Unidos 7-6, 6-2 ante Anna Karolína Schmiedlová, tras eliminar en primera ronda a María Sákkari 6-4, 6-4.

### 2024
En el Abierto de Australia gana la primera ronda 6-3, 6-4 a Aliaksandra Sasnóvich y pierde 6-3, 6-4 en segunda ronda contra Lesia Tsurenko. También participa junto a Ana Bogdan en la modalidad de dobles femeninos perdiendo en segunda ronda. 
No consigue clasificarse para el Torneo de Abu Dabi ni para los de Torneo de Dohay Dubai.
En el Masters de Indian Wells gana los dos partidos clasificatorios y pierde en su primer partido del cuadro principal contra Emma Raducanu.
Hace cuartos de final de Challenguer de Charleston, donde pierde en tres sets contra Greet Minnen. No se clasifica para el Masters de Miami. 
Es finalista del WTA 125 La Bisbal D`Empordà, perdiendo dicha final 6-3, 1-6, 2-6, contra la argentina María Lourdes Carlé. En el ITF España 06A es octava finalista. 
No se clasifica para el Mutua Madrid Open y pierde el primer partido el Abierto de Cataluña. Gana los dos partidos clasificatorios del Masters de Roma y pierde el primer partido del cuadro principal contra Irina-Camelia Begu.
Es semifinalista del ITF España 21A teniendo que retirarse frente a Leyre Romero Gormaz. Pierde en primera ronda de Roland Garros contra Markéta Vondroušová 1-6, 3-6. 
Pierde en primera ronda del cuadros principal del Torneo de Berlín contra Markéta Vondroušová y en primera ronda de Wimbledon 3-6, 6-4, 2-6 contra Liudmila Samsónova.
En el Abierto de Suecia pierde su primer partido y en el Torneo de Budapest llega a octavos de final perdiendo contra Elina Avanesian. También es octava finalista del Torneo de Praga. 
No se clasifica para el Masters de Canadá. Es semifinalista del ITF Estados Unidos 36A perdiendo 6-4, 6-3 contra la española Nuria Párrizas. Pierde el primer partido clasificatorio de Abierto de Estados Unidos. 
Alcanza los cuartos de final del Abierto de Tailandia donde pierde 3-6, 4-6 contra la alemana Laura Siegemund. No se clasifica para el Abierto de China.

## Títulos WTA (0; 0+0)

### Individual (0)
| Leyenda              |
| Grand Slam (0)       |
| Juegos Olímpicos (0) |
| WTA Finals (0)       |
| WTA 1000 (0)         |
| WTA 500 (0)          |
| WTA 250 (0)          |

#### Finalista (1)
| N.º | Fecha              | Torneo   | Superficie | Oponente en la final | Resultado |
| --- | ------------------ | -------- | ---------- | -------------------- | --------- |
| 1.  | 8 de enero de 2023 | Auckland | Dura       | Cori Gauff           | 1-6, 1-6  |

## Títulos WTA 125s

### Dobles (1-0)
| Resultado | Fecha               | Torneos  | Superficie    | Pareja         | Oponentes                     | Resultado |
| --------- | ------------------- | -------- | ------------- | -------------- | ----------------------------- | --------- |
| Campeona  | 12 de junio de 2022 | Valencia | Tierra batida | Aliona Bolsova | Arantxa Rus Aleksandra Panova | 6-0, 6-3  |

## Grand Slam Júnior (1; 1+0)

### Individuales (1-1)
| Posición  | Año  | Torneo               | Superficie | Oponente         | Resultado     |
| Ganadora  | 2016 | Roland Garros        | Tierra     | Amanda Anisimova | 7–5, 7–5      |
| Finalista | 2017 | Abierto de Australia | Dura       | Marta Kostyuk    | 5–7, 6–1, 4–6 |

## Títulos ITF

### Individual (6)
| Torneos de $100,000 |
| Torneos de $80,000  |
| Torneos de $60,000  |
| Torneos de $25,000  |
| Torneos de $15,000  |

| N.º | Fecha                   | Torneo                | Superficie        | Oponentes                 | Resultado      |
| --- | ----------------------- | --------------------- | ----------------- | ------------------------- | -------------- |
| 1.  | 9 de septiembre de 2018 | Badenweiler, Alemania | Tierra batida     | Nina Stadler              | 6-2, 7-5       |
| 2.  | 10 de marzo de 2019     | Amiens, Francia       | Tierra batida (i) | Oana Georgeta Simion      | 6-0 6-3        |
| 3.  | Mayo de 2021            | Playa de Aro, España  | Tierra batida     | Irene Burillo Escorihuela | 6-3 3-6 6-2    |
| 4.  | Junio de 2021           | Palma del Río, España | Dura              | Lulu Sun                  | 6-3 1-6 7-6(4) |
| 5.  | 18 de julio de 2021     | Vitoria, España       | Dura              | Ane Mintegi del Olmo      | 7-6(3) 6-4     |
| 6.  | 23 de octubre de 2022   | Hamburgo, Alemania    | Dura              | Ysaline Bonaventure       | 6-4 6-3        |

### Dobles (8)
| Torneos de $100,000 |
| Torneos de $80,000  |
| Torneos de $60,000  |
| Torneos de $25,000  |
| Torneos de $15,000  |

| N.º | Fecha                   | Torneo                            | Superficie    | Pareja                 | Oponentes                           | Resultado        |
| --- | ----------------------- | --------------------------------- | ------------- | ---------------------- | ----------------------------------- | ---------------- |
| 1.  | 9 de abril de 2017      | Dijon, Francia                    | Dura (i)      | Diana Marcinkevica     | Victoria Muntean Anastasia Zarytska | 6-4, 6-3         |
| 2.  | 27 de enero de 2019     | Manacor, España                   | Tierra batida | Yvonne Cavalle Reimers | Irina Cantos Julia Payola           | 6-4, 6-3         |
| 3.  | 3 de febrero de 2019    | Manacor, España                   | Tierra batida | Claudia Hoste          | Rina Saigo Yukina Saigo             | 7-5, 6-3         |
| 4.  | 8 de junio de 2019      | Torun, Polonia                    | Tierra batida | Rebecca Šramková       | Robin Anderson Anhelina Kalínina    | 6-4, 3-6, [10-4] |
| 5.  | Septiembre de 2019      | Valencia, España                  | Tierra batida | Irina Bara             | Andrea Gámiz Seone Méndez           | 6-4, 7-6(2)      |
| 6.  | 17 de julio de 2021     | Vitoria, España                   | Dura          | Olivia Gadecki         | Celia Cerviño Ruiz Olivia Nicholls  | 6-3, 6-3         |
| 7.  | 29 de octubre de 2022   | Les Franqueses del Vallès, España | Dura          | Aliona Bolsova         | Misaki Doi Beatrice Gumulya         | 7-5, 1-6, 10-3   |
| 8.  | 20 de noviembre de 2022 | Madrid, España                    | Arcilla       | Aliona Bolsova         | Lea Boskovic Daniela Vismane        | 6-3, 6-3         |